# Signe de psoas
El signe de psoas, també conegut com a prova de psoas de Cope o signe d'Obraztsova, és un signe mèdic que indica irritació del grup iliopsoas dels flexors del maluc a l'abdomen i, en conseqüència, indica que l'apèndix inflamat és d'orientació retrocecal (ja que el múscul iliopsoas és retroperitoneal).
La tècnica per detectar el signe del psoas es realitza a la cama dreta del pacient. El pacient s'aixeca sobre el seu costat esquerre amb els genolls estesos. L'examinador subjecta la cuixa dreta del pacient i allarga passivament el maluc. Alternativament, el pacient s'estira d'esquena i l'examinador demana al pacient que flexioni activament el maluc dret contra la mà de l'examinador.
Si es produeix dolor abdominal, és un "signe de psoas positiu". El dolor resulta perquè el psoas voreja la cavitat peritoneal, de manera que l'estirament (per hiperextensió al maluc) o la contracció (per la flexió del maluc) dels músculs provoca fricció contra els teixits inflamats propers. En particular, el múscul iliopsoas dret es troba sota l'apèndix quan el pacient està en decúbit supí, de manera que un signe de psoas positiu a la dreta pot suggerir apendicitis. Un signe de psoas positiu també pot estar present en un pacient amb un abscés de psoas. També pot ser positiu amb altres fonts d'irritació retroperitoneal, per exemple, la causada per l'hemorràgia d'un vas ilíac.
Va ser introduït per Zachary Cope (1881–1974), un cirurgià anglès.